# Temă și variațiuni
Temă și variațiuni este o operă literară scrisă de Ion Luca Caragiale. 